# Matt Blunt
Matthew Roy (Matt) Blunt (født 20. november 1970) er en amerikansk politiker for det republikanske parti. Han er nuværende guvernør i delstaten Missouri, et embede han har haft siden 2005. Blunt er USA's yngste guvernør og søn af kongresrepræsentant Roy Blunt, som er næstformand for republikanernes gruppe i Kongressen.